# Traíd
Traíd är en kommun i Spanien.   Den ligger i provinsen Provincia de Guadalajara och regionen Kastilien-La Mancha, i den centrala delen av landet, 160 km öster om huvudstaden Madrid. Arean är 48 kvadratkilometer.
Terrängen i Traíd är kuperad åt sydväst, men åt nordost är den platt.